# Кемерші
Кемерші́ (каз. Кемерші) — село складі Байганінського району Актюбінської області Казахстану. Адміністративний центр Кизилбулацького сільського округу.
Населення — 932 особи (2021; 997 у 2009, 1221 у 1999, 1325 у 1989).